# Chi Người
Chi Người (danh pháp khoa học: Homo Linnaeus, 1758) bao gồm loài người tinh khôn (Homo sapiens) và một số loài gần gũi. Chi Người được cho rằng có mặt cách đây 2,5 triệu năm do tiến hóa từ vượn người phương Nam (Australopithecine) với sự xuất hiện của Homo habilis. Sự xuất hiện chi Người cùng thời gian với các dấu tích đầu tiên của công cụ đá, vì vậy nó đánh dấu sự bắt đầu của thời kỳ đồ đá cũ.
Tất cả các loài trong chi Người, ngoại trừ Homo sapiens (người hiện đại) đều đã tuyệt chủng. Homo neanderthalensis theo truyền thống được coi là họ hàng còn sống sót gần nhất, cũng đã tuyệt chủng khoảng 24.000 năm trước trong khi phát hiện gần đây lại gợi ý rằng một loài khác, Homo floresiensis có thể đã sinh tồn tới tận 12.000 năm trước.
Một số ít các nhà động vật học cho rằng hai loài tinh tinh (thông thường được đặt trong chi Pan), và có thể là cả gôrila (thông thường đặt trong chi Gorilla) cũng nên được đưa vào trong chi này, dựa trên các nét tương đồng di truyền. Phần lớn các nhà khoa học chỉ ra rằng tinh tinh và gôrila có quá nhiều khác biệt về mặt giải phẫu giữa chúng và người để có thể coi là một phần của chi Homo. Với một lượng lớn các nét tương đồng hình thái đã thể hiện, chi Homo là họ hàng gần gũi với một vài chi dạng người đã tuyệt chủng, đáng chú ý có Kenyanthropus, Paranthropus và Australopithecus. Vào thời điểm năm 2008, vẫn chưa có sự đồng thuận chung về việc chi Homo đã phân tỏa ra từ đơn vị phân loại nào.

## Từ nguyên
Từ homo là tiếng Latinh để chỉ "mannaz" (người), trong ý nghĩa nguyên gốc là "con người" hay "người". Từ Latinh humanus, một họ hàng dạng tính từ của homo, có nguồn gốc từ tiếng Tiền Ấn-Âu *dhǵhem- "đất". So sánh với từ adam trong tiếng Hebrew, nghĩa là "người", có họ hàng với adamah, nghĩa là "đất". (Và so sánh với từ humus trong tiếng Latinh, nghĩa là "đất".)

## Tiến hóa

Một mô hình tiến hóa của chi Homo trong 2 triệu năm gần đây (trục tung). Sự bành trướng nhanh chóng "ra khỏi châu Phi" của H. sapiens được chỉ ra tại phần đỉnh của biểu đồ, với sự pha trộn được chỉ ra với người Neanderthal, Denisova và các dạng người châu Phi cổ xưa không xác định.

Một vài loài, bao gồm Australopithecus garhi, Australopithecus sediba, Australopithecus africanus và Australopithecus afarensis đã từng được đề xuất như là tổ tiên trực tiếp của dòng dõi Homo. Các loài này có những đặc trưng hình thái làm cho chúng có thể được xếp cùng Homo, nhưng cho tới nay vẫn chưa có sự đồng thuận là từ loài nào đã phát sinh ra Homo.
Sự ra đời của Homo theo truyền thống được coi là trùng với việc sử dụng lần đầu tiên của các công cụ đá (công nghiệp Oldowan), và vì thế theo định nghĩa này là với sự bắt đầu của Thời kỳ đồ đá cũ sớm
Sự xuất hiện của Homo cũng gần trùng khớp với sự bắt đầu của băng kỳ kỷ đệ Tứ, sự khởi đầu của thời kỳ băng hà hiện tại.
Một xương hàm hóa thạch có niên đại tới 2,8 triệu năm (Ma) trước có thể là đại diện cho trạng thái trung gian giữa Australopithecus và Homo đã được phát hiện năm 2015 tại Afar, Ethiopia. 
Một số tác giả còn coi sự phát triển của Homo là sớm hơn 3 Ma trước, bằng cách gộp cả Kenyanthropus (một hóa thạch có niên đại 3,2 tới 3,5 Ma trước, thường được phân loại như là một loài thuộc nhóm autralopithecine) vào chi Homo.

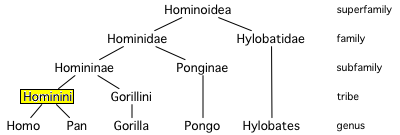
Cây phát sinh loài (các nhánh còn sinh tồn) trong họ Người.

Phát triển sinh lý học nổi rõ nhất giữa các loài australopithecine sớm hơn và Homo là sự gia tăng của dung tích hộp sọ, từ khoảng 450 cm3 (27 in khối) ở A. garhi tới 600 cm3 (37 in khối) ở H. habilis. Trong phạm vi chi Homo, dung tích hộp sọ cũng tăng gấp đôi từ H. habilis qua Homo ergaster hoặc H. erectus tới Homo heidelbergensis vào khoảng 0,6 Ma trước. Dung tích hộp sọ của H. heidelbergensis lấn vào khoảng dung tích hộp sọ tìm thấy ở người hiện đại.
Homo erectus thường được cho là đã phát triển kiểu biến đổi ngành hệ (loài hình thái mới là kết quả của sự tiến hóa nhanh của dạng tổ tiên mà không có sự hình thành loài nào diễn ra) từ Homo habilis vào khoảng 2 Ma trước. Kịch bản này được củng cố thêm với sự phát hiện ra Homo erectus georgicus, những mẫu vật sớm của H. erectus được tìm thấy ở Kavkaz, dường như thể hiện các đặc điểm chuyển tiếp với H. habilis. Trong vai trò của chứng cứ sớm nhất cho H. erectus được tìm thấy ngoài châu Phi, điều được coi là đáng tin cậy cho rằng H. erectus đã phát triển tại đại lục Á-Âu và sau đó di cư ngược trở lại châu Phi.
Dựa trên các hóa thạch từ thành hệ Koobi Fora, phía đông hồ Turkana ở Kenya, Spoor và ctv. (2007) cho rằng H. habilis có thể đã sinh tồn vượt qua thời điểm xuất hiện của H. erectus, vì thế sự tiến hóa của H. erectus không là biến đổi ngành hệ, và H. erectus có lẽ đã tồn tại song song cùng H. habilis ít nhất là trong khoảng 0,5 triệu năm, từ (1,9  -  1,4 triệu năm về trước), vào thời gian tương ứng với đầu tầng Calabria.

## Các loài
Địa vị loài của Homo rudolfensis, H. ergaster, H. georgicus, H. antecessor, H. cepranensis, H. rhodesiensis và H. floresiensis vẫn còn gây tranh cãi. H. heidelbergensis và H. neanderthalensis có quan hệ họ hàng gần gũi với nhau và từng được coi là phân loài của H. sapiens, nhưng phân tích DNA ty thể từ các hóa thạch Homo neanderthalensis chỉ ra rằng H. neanderthalensis có quan hệ họ hàng gần gũi với tinh tinh hơn là với H. sapiens, vì thế gợi ý rằng H. sapiens là nhánh bắt nguồn từ gốc của cả hai nhánh kia.